# ТЕС Кап-де-Біш
ТЕС Кап-де-Біш (фр. centrale du Cap des Biches) — теплова електростанція у Сенегалі, розташована за два десятки кілометрів на схід від столиці країни Дакара, на протилежній стороні затоки Hann Bay.
Перший генеруючий об'єкт на майданчику станції ввели в експлуатацію у 1966 році — це була парова турбіна потужністю 27,5 МВт зі складу черги C3 (можливо відзначити, що ТЕС Кап-де-Біш разом з іншою дакарською станцією Бель-Ер належить одній і тій же державній компанії SENELEC, тому вони мають спільну нумерацію черг). У 1975-му та 1978-му цю ж частину станції підсилили ще двома паровими турбінами потужністю по 30 МВт. Крім того, в 1972, 1984 та 1995 роках у складі черги C3 запустили три газові турбіни потужністю 16, 20 та 24 МВт. Станом на 2005 рік фактична сукупна потужність парових турбін скоротилась до 83 МВт, газових — до 40 МВт, а вже за чотири роки ці ж показники рахувались як 58 та 38 МВт, при цьому найперша газова турбіна була демобілізована. Станом на 2015-й зі складу станції C3 в роботі залишалась лише одна парова турбіна G301 номінальною потужністю 27,5 МВт.
У 1989 році почала роботу станція С4 у складі двох дизель-генераторів Sent-Pielstick 18PC 4-2 потужністю по 19 МВт. В 1997-му її доповнили ще одним генератором Sent-Pielstick 18PC 4-2B потужністю 20 МВт, а в 2003-му — ще двома Wartsila 18v46 по 16 МВт. Станом на 2005 рік фактична сукупна потужність цього обладнання становила 84 МВт і залишалась приблизно на такому ж рівні й у наступному десятилітті.
В 2000 році на площадці ТЕС створили чергу С5 у складі десяти дизель-генераторів потужністю по 1,1 МВт, проте вже з серпня 2005-го вона припинила роботу через відсутність попиту.
Також можна відзначити, що в 2000 році поряд з державною станцією розмістили першу сенегальську велику приватну ТЕС Кап-де-Біш IPP (independent power plant).